# تدوير السفينة (نجم)
تدوير السفينة (بالإنجليزية: Avior)‏ أو إبسيلون الجؤجؤ (بالإنجليزية: Epsilon Carinae، تُختصر إلى ε Carinae أو Epsilon Car أو ε Car)‏ هو نجم ثنائي في كوكبة الجؤجؤ الواقعة بالنصف الجنوبي للكرة السماوية. مع قدره الظاهري +1.86، فهو أحد ألمع النجوم في السماء ليلًا، ولكنة غير مرئي من نصف الكرة الأرضية الشمالي. يقع إبسيلون الجؤجؤ على مسافة تقدر بنحو 560-660 سنة ضوئية (170-200 فرسخ فلكي) من الشمس. يشكل هذا النجم مع النجوم دلتا [الإنجليزية] وكابا الشراع [الإنجليزية] وإيوتا الجؤجؤ [الإنجليزية] (تُرَيْس) صورةً نجميةً يطلق عليها الصليب الكاذب وتسمى بهذا الاسم في بعض الأحيان خطأ عندما يتم الخلط بينها وبين كوكبة نُعَيم مما تسبب في أخطاء في الملاحة الفلكية.

## الخصائص
المسافة الزاوية الفاصلة بين ثنائي إبسيلون الجؤجؤ المقاسة خلال مهمة هيباركوس تبلغ 0.46 ثانية قوسية ما يعادل 4 وحدات فلكية.
 مع فارق في القدر يبلغ 2.0. وقد يشكل هذا الزوج النجمي نظام ثنائي كسوفي  خلال فترة تستغرق 785 يوما (2.15 سنة)، مما يؤدي إلى مقدار تغيير يبلغ 0.12 أثناء كل كسوف.
النجم الرئيسي له قدر ظاهري 2.2 وهذا في حد ذاتها يجعله ثالث ألمع نجم في كوكبة. وهو نجم عملاق متطور تصنيفة النجمي K0 III. ومع ذلك فإن فحص تدفق الإشعاع فوق بنفسجي من هذا النجم يوحي بأنه قد يكون من النوع الطيفي K7 . ومرافقة الخافت له قدر ظاهري 4.1، وهذا يجعلة ساطع بما فيه الكفاية ليتم رؤيتة بالعين المجردة لو كان نجم فردي. تصنيفة الطيفي B2 Vp. والنجم الثانوي في حد ذاته قد يكون لة مرافق نجمي يدور حولة من الفئة الطيفية F8 .

## التسمية
ε Carinae هي تسمية باير لهذا النجم واسم أفيور ليس تقليدي في الأصل بل تم تعيينه للنجم من قبل مكتب صاحبة الجلالة للروزنامة البحرية (Her Majesty's Nautical Almanac Office) في أواخر الثلاثينات خلال إنشاء الروزنامة الجوية، روزنامة ملاحية لسلاح الجو الملكي. نجم أفيور وألفا الطاووس من بين سبعة وخمسين نجم ملاحي مدرجة في الروزنامة الجديدة ولم يكن لدى النجمين أسم تقليدي لذلك أصر سلاح الجو الملكي على أن جميع النجوم الملاحية يجب أن يكون لها أسماء وعند ذلك تم استحداث أسماء جديدة. ألفا الطاووس سمي "Peacock"، ترجمة Pavo، في حين كان اسم إبسيلون الجؤجؤ «تدوير السفينة» أو «Avior» بالإنجليزية. وتضمنت النشرة الأولى لفريق عمل الاتحاد الفلكي الدولي للأسماء النجوم المعني بأسماء النجوم  في يوليو 2016 الدفعتين الأولى والثانية من الأسماء التي استحسنها الفريق شملت أفيور لهذا النجم.

## أنظر
- قائمة النجوم المحددة للملاحة